# Palmaria
Palmaria (A Parmæa en lengua ligur), es una isla italiana situada en el mar de Liguria, en la parte más occidental del golfo de La Spezia. Mide 1,6 km². Ubicada frente a la localidad de Portovenere, de la cual está separada por un estrecho brazo de mar llamado Le bocche, es la mayor de las islas de un archipiélago de tres que quedan al sur del continente en Portovenere. Su territorio forma parte del municipio de Portovenere.
En 1997, el archipiélago, junto con Portovenere y las Cinque Terre, fue designado por la Unesco como Patrimonio de la Humanidad. La Isola Palmaria está identificada con el código 826-002.

## Descripción
La isla de Palmaria, con una superficie de 6,5 km², es la más grande de las tres del golfo de La Spezia; las otras dos islas, Tino y Tinetto se encuentran hacia el sur de la isla.
Tiene forma triangular: los lados de la isla visibles desde Portovenere y el golfo de La Spezia son los más degradados. Descienden suavemente hasta el mar, cubiertos por una vegetación típicamente mediterránea. El lado situado hacia el oeste, esto es, hacia el mar abierto, por el contrario, está caracterizado por altos acantilados cortados a pico sobre el agua, en los que se encuentran una gran cantidad de grutas. Los lados más deteriorados tienen viviendas privadas, un pequeño restaurante (en Pozzale) y sobre todo los complejos balnearios, algunos públicos, y otros reservados a los miembros de la Marina Militare o de la Aeronautica Militare.
Cuando se observa el lado occidental de la isla, se observa que es el de más difícil acceso. Destaca la presencia de la Grotta Azzurra, que se puede visitar en barca, y de las Grotte dei Colombi, a las que se puede llegar solamente descendiendo con la ayuda de cuerdas. En esta última gruta se encuentran algunos restos de los hombres prehistóricos. Este último en particular se revela muy importante en el estudio de los acontecimientos históricos del Golfo, ya que contiene fósiles de animales que datan del Pleistoceno, de gamuzas y búhos conservados por el hielo, pero sobre todo restos de sepulturas humanas que certifican de la presencia del hombre sobre la isla desde hace más de cinco mil años. 
Se encuentran también sobre la isla numerosos monumentos históricos: en la cumbre, en el territorio militar inaccesible a los visitantes, está el fuerte Humberto I de Italia así como el fuerte Cavour; cerca de la punta Ecole, una prisión de comienzos del siglo XIX, rehabilitada hace algunos años y reconvertida en museo; en el interior de la isla se encuentran también aún algunos búnkeres utilizados durante el Segunda Guerra Mundial y que quedan en posición de artillería costera, en una zona completamente inaccesible, cubierta por la vegetación. Cerca de fuerte Humberto I de Italia destaca la presencia de un fuego tricolor.
Finalmente, en la parte meridional de la isla se encuentra una cavidad abandonada que durante mucho tiempo se utilizó para la extracción de mármol negro con estrías doradas. Se encuentran aún restos de las grúas, de las herramientas utilizadas para desplazar los bloques de mármol e incluso las paredes de las antiguas viviendas de los mineros.

## Hábitat natural

### Flora

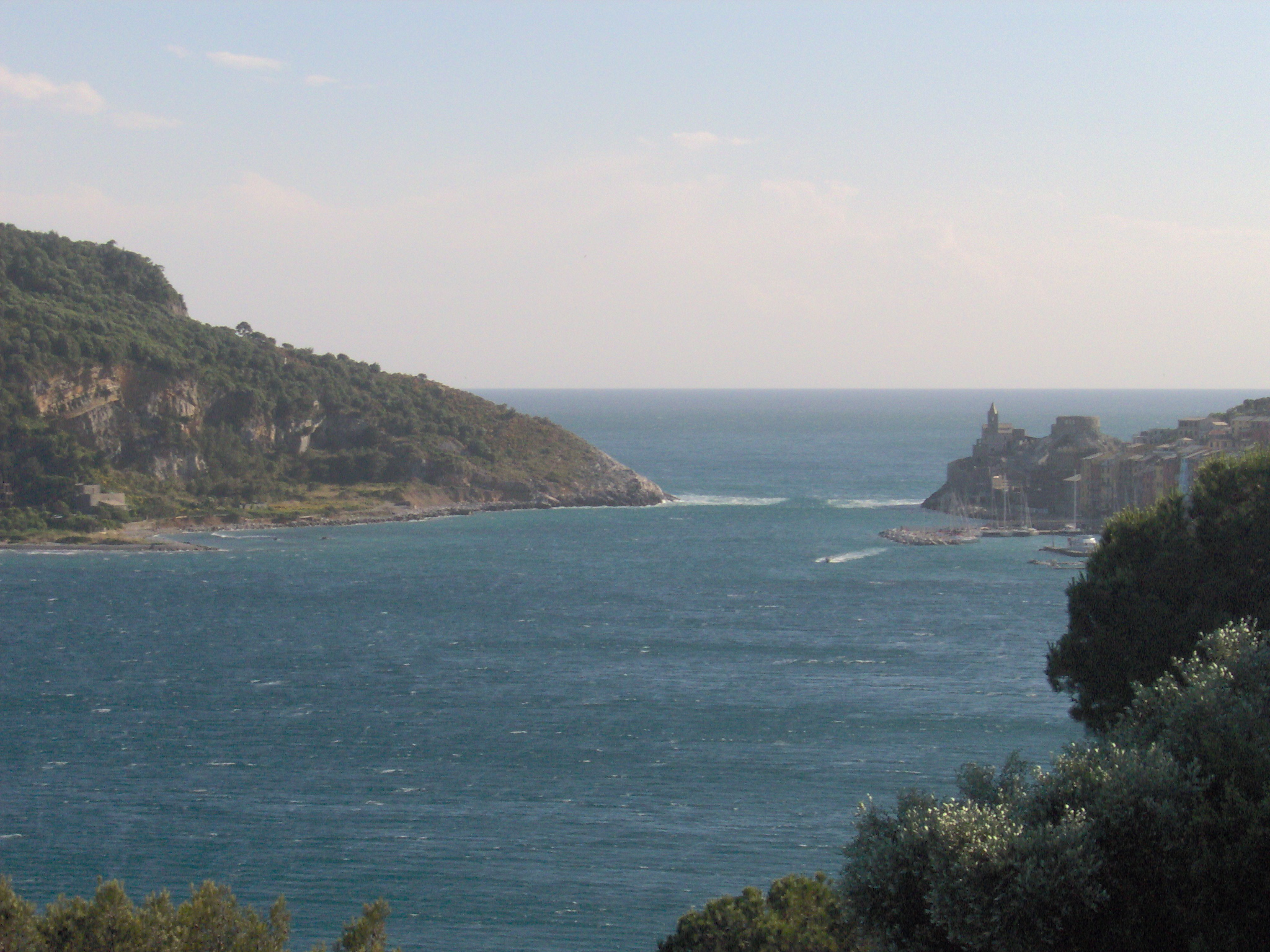
Las bocas de Portovenere.

La flora de la isla se compone de alrededor de 500 especies diferentes. La vegetación original, que debía estar constituida por maquis mediterráneo y bosquecillos de encina, fue modificada por causas antrópicas como el fuego, la agricultura o también la introducción de plantas y de animales foráneos, como el plátano, la palmera o el conejo.
Hoy los pinos (Pinus pinaster y Pinus halepensis) ocupan el espacio con especies típicamente mediterráneas como la encina (Quercus ilex), el roble pubescente (Quercus pubescens), el lentisco (Pistacia lentiscus), el madroño (Arbutus unedo), las jaras (Cistus monspeliensis, Cistus salvifolius -jara de hoja de salvia- y Cistus incanus), una retama llamada de España (Spartium junceum). 
Sobre la isla hay otras formaciones vegetales, como el maquis, la lechetrezna (Euphorbia dendroides) y, sobre las rocas más próximas al mar, el cenoyo de mar (Crithmum maritimum). Es necesario también recordar la emergencia floral de las centauras (Centaurea cineraria veneris, Centaurea aplolepa lunensis), endémicos de la Liguria oriental y el taburete lila (Iberis umbellata var. linifolia), exclusivamente presente sobre la isla de Palmaria. Finalmente, otras plantas como Brassica oleracea robertiana, Serapias neglecta y Cistus incanus, que son raros en Liguria, se encuentran en la parte septentrional de la isla. 

### Fauna

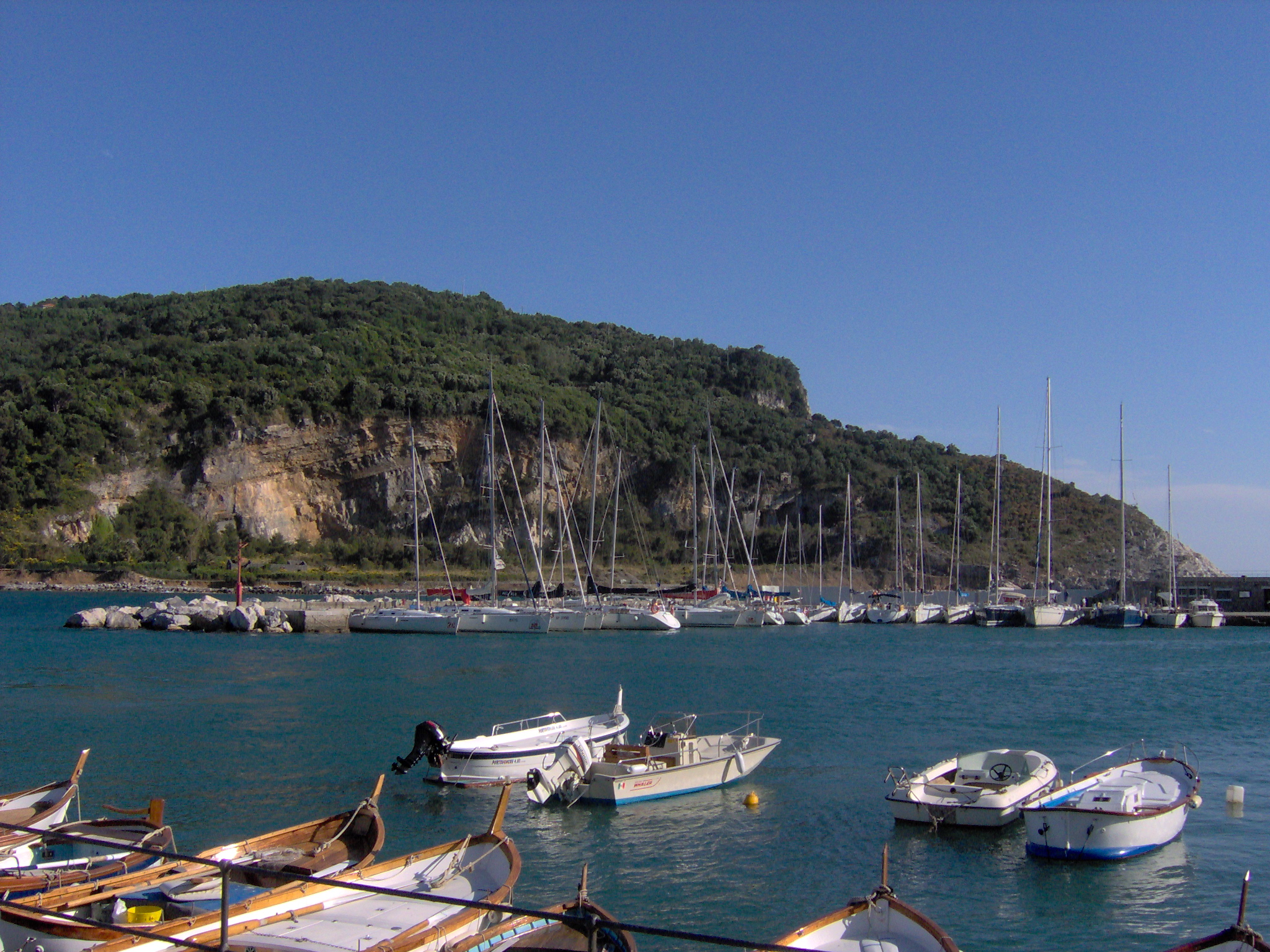
La isla de Palmaria vista desde el embarcadero de Portovenere.

Sobre la isla se encuentran algunas importantes especies de reptiles como el Phyllodactylus europaeus, el más pequeño de los gecos europeos, fácilmente reconocible por la ausencia de tubérculos sobre su lado dorsal. Además de Palmaria y las islas de Tino y Tinetto, este gecónido está presente localmente en Liguria. 
Entre los pájaros que viven en la isla, podemos citar al cernícalo común (Falco tinnunculus), el halcón peregrino (Falco peregrinus), el gavilán (Accipiter nisus), la perdiz roja (Alectoris rufa), algunas especies de gaviota (Larus argentatus, Larus michahellis), el cuervo imperial (Corvus corax), el gorrión solitario (Monticola solitarius) o también el cormorán moñudo (Phalacrocorax aristotelis).
Entre los mamíferos, podemos mencionar los murciélagos presentes en las grutas: murciélagos orejudos como el (Plecotus auritus), murciélagos de herradura como el Rhinolophus ferrumequinum o el Rhinolophus hipposideros. Están también presentes colonias de conejos y cabras, restos del paso reciente del hombre, de cuando la isla estaba más habitada. 
Cabe indicar también la presencia de un coleóptero Parmena solieri, especie endémica tirrena, estando su presencia vinculada a la del maquis de euforbias.